# Heilig Hartbeeld (Zegge)
Het Heilig Hartbeeld is een standbeeld in de Nederlandse plaats Zegge, in de provincie Noord-Brabant.

## Achtergrond
Het Heilig Hartbeeld is geplaatst bij de Maria Boodschapkerk in Zegge. Het werd op 6 juni 1924 ingezegend, in aanwezigheid van onder anderen de heer Loomans, rector van het bisdom Breda. Het beeld is aangetast en mist een deel van de rechterhand.

## Beschrijving

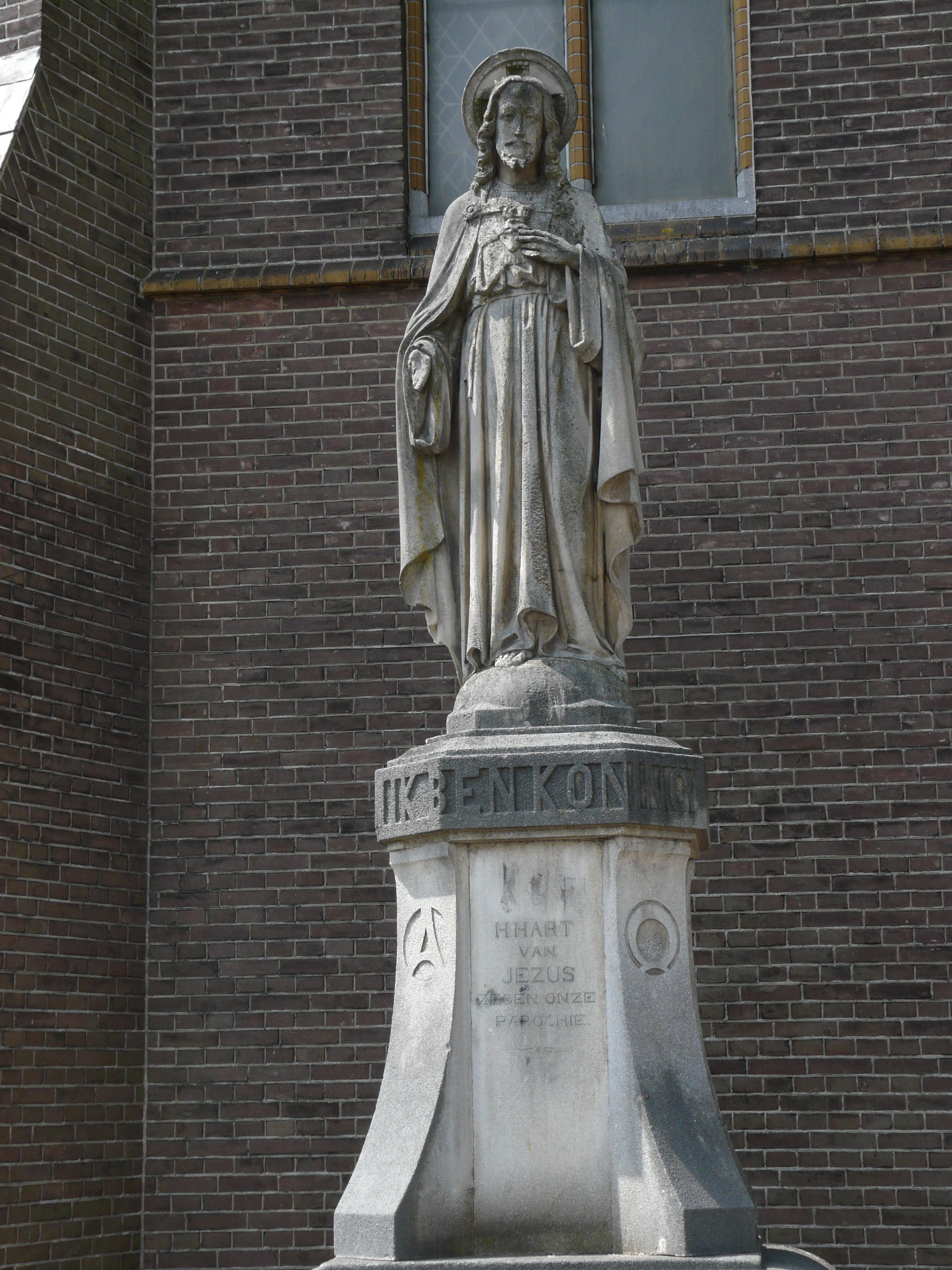

De op een halve wereldbol een staande Christusfiguur is gekleed in een gedrapeerd gewaad en mantel. Met zijn linkerhand wijst hij naar het Heilig Hart op zijn borst, de rechterhand toont de stigmata in de handpalm. Achter zijn hoofd draagt hij een kruisnimbus.
Het beeld is geplaatst op een stenen sokkel, met op de dekplaat de tekst IK BEN KONING. Op de voorste twee klauwstukken zijn de Griekse letters alpha en omega geplaatst. Aan de voorkant is een inscriptie aangebracht: 

h. hart
van
JEZUS
zegen onze
parochie